# Base PRONOM
PRONOM (Public Record Office and Nôm 喃) est un registre de format accessible sur Internet destiné à soutenir des services de préservation numérique, développé par les Archives nationales du Royaume-Uni. PRONOM est le premier registre de format de fichiers public opérationnel dans le monde,, même si le dépôt « Magic File » de la commande File a rempli un rôle similaire sur un mode moins formel.
Les origines de PRONOM reposent sur la volonté d'avoir accès à une information technique fiable sur les archives électroniques détenues par les Archives Nationales. Par définition, les archives électroniques ne sont pas directement lisibles par l'homme - les formats de fichier encodent l'information sous une forme qui ne peut être traitée et rendue compréhensible que par des environnements technologiques très spécifiques. L'accessibilité de ces informations est donc très vulnérable à l'obsolescence technologique. Les informations techniques sur la structure de ces formats de fichiers et les environnements logiciels et matériels requis pour les supporter sont donc une condition préalable à toute tentative de préservation numérique. PRONOM a été mis au point pour assurer cette fonction, d'abord comme une ressource interne pour le personnel des Archives nationales et ensuite comme une ressource publique sur le Web.

## Développement
La première version de PRONOM a été développée par le département de préservation numérique des Archives nationales en mars 2002. PRONOM 2 a été publié en décembre 2002 et a permis l'élaboration de versions multilingues du registre. La mise en ligne de PRONOM (PRONOM 3) en février 2004 a représenté le point de départ du développement de PRONOM en tant que principale ressource en ligne pour la communauté internationale de la préservation numérique.
PRONOM 4, publié en octobre 2005, comprend une refonte importante du modèle de données sous-jacent pour permettre la saisie d'informations techniques détaillées sur les formats de fichiers et l'interopérabilité future avec d'autres systèmes de registres ainsi que la publication du logiciel DROID pour l'identification automatique du format de fichier.
La version 5 de PRONOM était une mise à jour relativement mineure pour soutenir les améliorations apportées à DROID et a été publiée en 2006. La dernière mise à jour 6 inclut l'exposition des principales fonctions de PRONOM à travers des services web.
Les Archives Nationales ont remporté en 2007 le « Prix de la conservation numérique » (Digital Preservation Award) sponsorisé par la DPC (Digital Preservation Coalition), pour leur travail sur PRONOM et DROID.

## Services
Le registre PRONOM fournit une base de données consultable sur le web contenant des informations techniques sur les formats de fichiers, les outils logiciels nécessaires pour y accéder et les environnements techniques nécessaires pour y accéder. Les utilisateurs peuvent rechercher des formats et des logiciels en utilisant une variété de critères, tels que le format, le nom du logiciel ou l'extension de nom de fichier. PRONOM détient également des informations sur les périodes de support des produits logiciels, et peut également être interrogé sur ce critère. En plus de l'affichage à l'écran, les informations du registre peuvent être exportées en XML, CSV ou en format imprimable. Le site Web PRONOM permet aux utilisateurs de soumettre de nouvelles informations pour ajout dans PRONOM.

### Le système PRONOM Persistent Unique Identifier (PUID)
L'identifiant unique persistant PRONOM (PUID (Persistent Unique IDentifier)) est un système extensible d'identifiants persistants, uniques et sans ambiguïté pour les enregistrements dans le registre PRONOM. De tels identifiants sont fondamentaux pour l'échange et la gestion d'objets numériques, en permettant aux agents utilisateurs humains ou automatisés d'identifier sans ambiguïté et de partager cette identification des informations de représentation requises pour supporter l'accès à un objet.
À l'heure actuelle, le système PUID est limité à une classe particulière d'informations de représentation : le format de fichier dans lequel un objet numérique est encodé. Les formats ont été considérés comme une priorité particulière pour un tel système, aucun système existant et universellement applicable ne prévoyant cela. Les nombres magiques (magic number) fournissent certaines de ces fonctionnalités. L'extension de nom de fichier à trois caractères n'est ni standardisée ni unique, et est interprétée différemment par différents environnements. De même, le type MIME ne fournit pas une granularité ou une couverture suffisante pour satisfaire aux exigences pour les identificateurs uniques. Le schéma PUID a été développé dans le seul but de fournir de tels identifiants.
Le système a été adopté comme le schéma de codage recommandé pour décrire les formats de fichiers dans la dernière version de la « Norme de métadonnées du gouvernement en ligne britannique ». Le système est conçu pour être extensible et peut être étendu à l'avenir pour inclure d'autres classes d'informations de représentation dans PRONOM.
Les PUID peuvent être exprimés en tant qu'identifiant de ressource uniforme en utilisant l'espace de noms info:pronom/, dont les détails sont disponibles à partir du registre « info URI ». Ni le schéma PUID, ni son expression comme un URI info, prennent en charge un mécanisme de déréférencement intrinsèque, c'est-à-dire qu'un PUID ne résout pas naturellement dans une URL. Cependant, les Archives nationales proposent dans leur gamme de services un service de résolution des PUID.

### DROID
DROID (Digital Record Object Identification) est un outil logiciel développé par les Archives nationales pour effectuer l'identification automatisée des lots de formats de fichiers. Il s'agit d'un des outils prévus mobilisant la base PRONOM afin de fournir des services de conservation numérique spécifiques. DROID utilise des signatures internes (séquence d'octets) et externes (extension de fichiers) pour identifier et signaler les versions de format de fichier spécifiques des fichiers numériques. Ces signatures sont stockées dans un fichier de signature XML, généré à partir des informations enregistrées dans le registre technique de PRONOM. Des nouvelles signatures ainsi que des mises à jour sont régulièrement ajoutées à PRONOM et DROID peut être configuré pour télécharger automatiquement les fichiers de signatures mis à jour à partir du site Web de PRONOM via un service web.
DROID permet de sélectionner des fichiers et des dossiers à partir d'un système de fichiers pour identification. Une fois le processus d'identification terminé, les résultats peuvent être affichés en XML, CSV ou en format imprimable.
DROID est un outil écrit en  Java et multiplateforme. Il inclut une API publique documentée, et peut être invoquée à partir d'une interface graphique ou de la ligne de commande.